# Скороварка

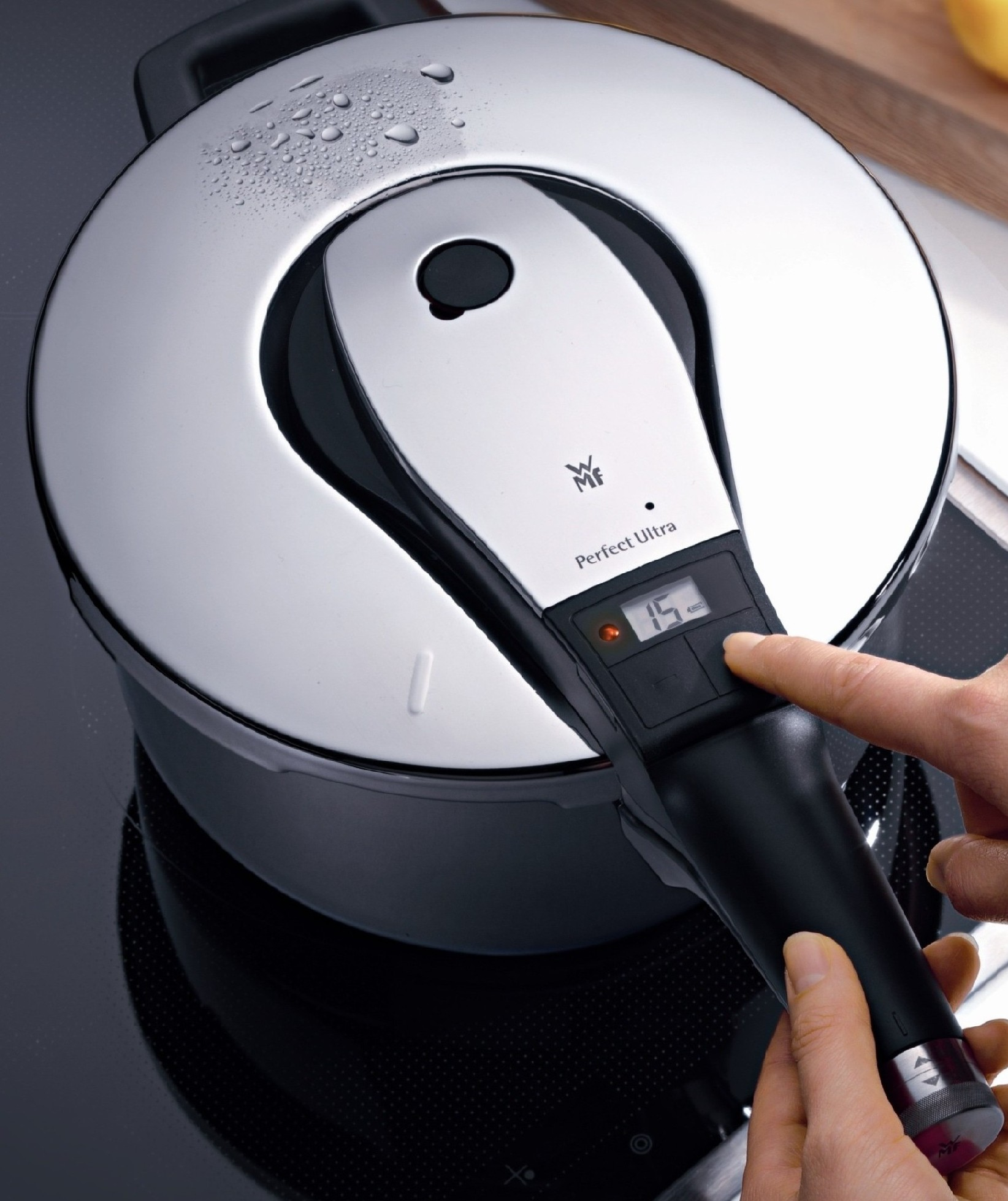
Сучасна скороварка

Скорова́рка — каструля з особливою кришкою, що герметично закривається, завдяки якій пара виходить назовні тільки через клапан, що підтримує підвищені тиск і температуру всередині скороварки. Внаслідок цього швидкість приготування їжі багаторазово збільшується.
Оскільки їжа не окислюється на повітрі під впливом тепла, то зберігається яскравий колір приготованих овочів.
Обід, де кришка притискається до каструлі, зазвичай окантований термостійкою гумою, задля герметичності. Сама кришка притискається до каструлі пружинною планкою, яка замикається замком. Для безпеки скороварка забезпечується аварійним клапаном.

## Історія

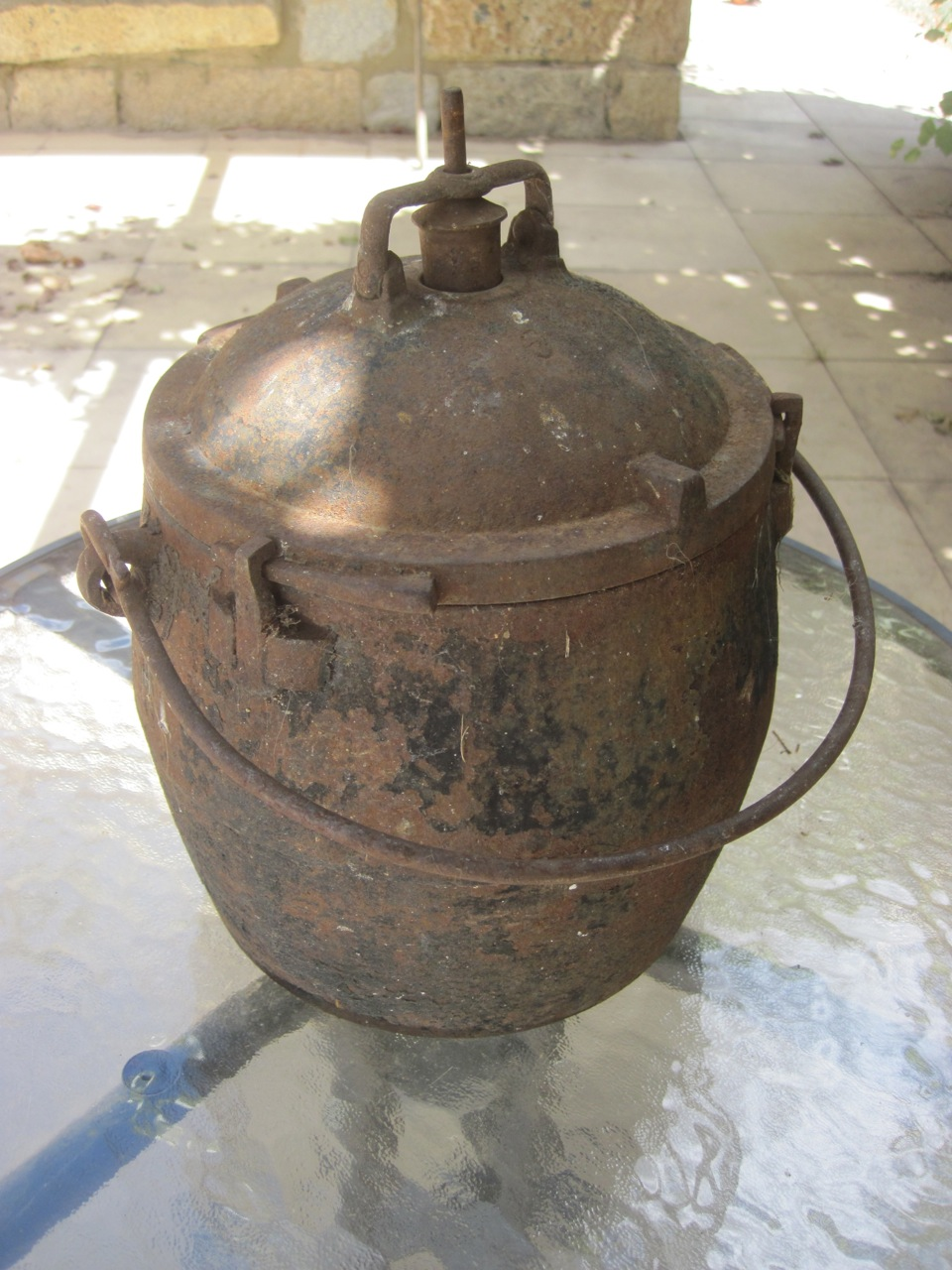
Скороварка на 6 кварт виготовлена в Англії близько 1890

Прототипом каструлі-скороварки вважається пристрій, розроблений французьким фармацевтом і фізиком Дені Папеном в 1679 році.У цій конструкції кришка притискалася до каструлі болтами, а клапан був поршень з важелем, на якому висів грузик.
У практичній кулінарії «Папен котел» не отримав широкого поширення, основними причинами цього були вибухонебезпечність і незручність користування. Механізму швидкого відведення пара не було, тому після завершення варіння доводилося чекати, поки каструля з вмістом не охолоне, що нівелювало виграш в швидкості; кріплення кришки на болтах приводило до великих витрат часу на відкривання / закривання.
«Друге народження» скороварки сталося в США в 1920-і роки. Зростання темпу життя вимагав прискорення приготування їжі, а технічні можливості виробників сильно зросли, з'явилися нові матеріали і технології. «Котел» дуже швидко був доопрацьований, отримавши клапани для аварійного та ручного скидання тиску, швидко знімається і встановлюється кришку, яка потребує затяжки болтів. Почалася реклама побутових скороварок, швидко перетворила їх в практично обов'язкову приналежність кухні.

## Конструкція
Звичайна побутова скороварка це металева каструля, що герметично закривається кришкою. Обід, яким кришка притискається до каструлі, зазвичай окантовано термостійкої гумою для забезпечення герметичності. Сама кришка притискається до каструлі пружною планкою, замикається замком. Існують конструкції, в яких кришка тим чи іншим чином вводиться всередину каструлі і фіксується так, що внутрішній тиск притискає її до корпусу каструлі. Для цього отвір під кришку і сама кришка можуть, наприклад, робитися еліптичними.
У кришці скороварки обов'язково є робочий клапан, який забезпечує скидання тиску пари при перевищенні заданого(виробником) рівня її тиску. Крім нього, для безпеки скороварка забезпечується щонайменше одним аварійним клапаном - він відкривається, якщо внутрішній тиск перевищить межу, встановлену виробником. Аварійний клапан призначений для скидання тиску в скороварці, якщо робочий клапан виявиться засмічений або несправний. У звичайних конструкціях клапани являють собою цілком типові пружинні клапани скидання тиску.
Існують також електричні скороварки, в яких каструля-скороварка конструктивно об'єднана з електричним нагрівачем. У таких моделях можуть використовуватися датчики тиску і керовані клапани, щоб забезпечувати підтримку необхідного тиску і температури без зайвої витрати електроенергії. Крім того, типові особливості скороварок (міцний корпус, герметична кришка з декількома клапанами та ін.) Використовуються в деяких моделях електричних мультиварок.

## Безпека
Внаслідок того, що всередині каструлі підвищений тиск, не можна відкривати кришку, заздалегідь не випустивши пару.Для підвищення безпеки скороварок використовується ряд заходів: механічний замок кришки, що запобігає випадкове відкриття; різні клапани, стравлювати надлишки пара; електронні системи, що контролюють тиск та ін. Крім цього, корпус скороварки виконується в розрахунку на тиск, що значно перевищує те, при якому готується їжа. Несправний клапан скидання тиску може привести до вибуху каструлі.